# Проти
Про́ти, Прота (греч. Πρώτη) — необитаемый остров в Греции в Ионическом море. Расположен в 2 километрах к юго-западу от Маратополиса. Входит в общину (дим) Трифилию в периферийной единице Месинии в периферии Пелопоннес. Площадь острова составляет 3,107 квадратного километра.
Название получил от Протея, сына Посейдона. По другой версии от др.-греч. πρῶτος «первый».
Длина острова 3,7 километра, ширина — 1,9 километра. В западной части острова находится песчаная бухта Вурлья (Βουρλιά). Севернее на берегу другой бухты находится церковь Панайя.

## История
На острове находился храм Эфплии («дающая благополучное плавание») Артемиды. Сохранились руины стен и круглых башен акрополя микенского периода, а также надписи на камне классического, римского и византийского периодов с просьбами о благополучном плавании.
Упоминается Фукидидом как стоянка афинян под командованием Демосфена в седьмом году Пелопоннесской войны (425—424 до н. э.).
По местному преданию на острове прятали сокровища пираты.

## Сообщество Маратополис
В местное сообщество Маратополис входят четыре населённых пункта и остров Проти. Население 729 жителей по переписи 2011 года. Площадь 8,052 квадратных километров.
| Населённый пункт | Население (2011), человек |
| ---------------- | ------------------------- |
| Барла            | 50                        |
| Ефираки          | 5                         |
| Маратополис      | 646                       |
| Неровигли        | 28                        |
| Проти (остров)   | 0                         |

## Население
| Год  | Население, человек |
| ---- | ------------------ |
| 1991 | 0                  |
| 2001 | 4                  |
| 2011 | ↘ 0                |